# Irène Némirovsky
Irène Némirovsky (ur. 11 lutego 1903 w Kijowie, zm. 17 sierpnia 1942 w Auschwitz) – francuskojęzyczna pisarka pochodząca z rodziny rosyjskich Żydów.
Irène Némirovsky tworzyła we Francji, wydając z sukcesem kilka powieści. Dwie z nich zostały wkrótce po opublikowaniu sfilmowane. Po wybuchu II wojny światowej, z powodu swojego żydowskiego pochodzenia, trafiła do niemieckiego obozu obozu koncentracyjnego, przerywając tym samym prace nad zaplanowaną na pięć tomów Francuską suitą. Ocalony rękopis dwóch ukończonych części przez lata pozostawał w rękach jej córek. Powieść ukazała się dopiero w 2004 roku, stając się we Francji wydarzeniem literackim.

## Życiorys
Była córką bogatego bankiera Léona Némirovsky'ego (ur. 1868) i Fanny Némirovsky (1887-1989). Matka nie angażowała się raczej w wychowywanie córki, powierzając ją opiekunkom. Dzięki guwernantce dobrze nauczyła się języka francuskiego; oprócz niego znała także rosyjski, polski, angielski, baskijski i fiński, rozumiała jidysz. Po wybuchu rewolucji październikowej rodzina Némirovskych wyjechała z Rosji do Finlandii, gdzie spędzili rok. Następnie trzy miesiące przebywali w Szwecji, po czym przenieśli się do Francji. W Paryżu Irène Némirovsky ukończyła studia na Sorbonie i zaczęła publikować swoje pierwsze teksty. Początkowo były to krótkie opowiadania i bajki, ukazujące się na łamach różnych pism. Jej pierwsza powieść, Le Malentendu, została wydana w 1923 roku. Trzy lata później opublikowana została powieść David Golder, która przyniosła autorce rozgłos. W 1930 książka została zekranizowana: film wyreżyserował Julien Duvivier, a w tytułowej roli wystąpił Harry Baur.
W Paryżu Irène Némirovsky prowadziła bogate życie towarzyskie, bywała na balach i przyjęciach. W 1926 wyszła za Michela Epsteina, bankiera z dyplomem inżyniera. W 1929 urodziła się ich pierwsza córka, Denise; w 1937 na świat przyszła Élisabeth. Irène wystąpiła z prośbą o nadanie obywatelstwa francuskiego, ale dostała odpowiedź odmowną. W 1939 wraz z córkami przyjęła chrzest. Tuż przed wybuchem wojny Epsteinowie wywieźli dzieci do Issy-l’Évêque, rodzinnego miasteczka ich niani. Zarządzenie w sprawie Żydów z 1940 pozbawiło pracy Michela Epsteina, a Irène Némirovsky uniemożliwiło publikowanie. Obydwoje przenieśli się do Issy-l’Évêque. Pisarka zmuszona była publikować opowiadania pod pseudonimami i nosić żółtą gwiazdę. To wówczas, podczas pobytu w Issy-l’Évêque, Némirovsky rozpoczęła pracę nad Francuską suitą – pięciotomową powieścią, opowiadająca o niemieckiej okupacji Francji. Ukończyła tylko dwie jej części: Czerwcową burzę i Dolce, wydane dopiero w 2004 roku.
Została aresztowana 13 lipca 1942 i umieszczona w obozie w Pithiviers. Po kilku dniach przewieziono ją do Auschwitz, gdzie 17 sierpnia zmarła – według oficjalnej wersji na tyfus. W październiku 1942 aresztowano jej męża i także wywieziono do Auschwitz, gdzie został zagazowany. Ich dwie córki, poszukiwane przez francuskich żandarmów, ukrywały się w różnych miejscach. W rzeczach, które woziły ze sobą, znajdował się rękopis Francuskiej suity. Obie przeżyły wojnę, ale książka ich matki przez lata pozostawała niewydana. Ostatecznie Denise Epstein i Élisabeth Gille zdecydowały się powierzyć manuskrypt Instytutowi Pamięci Współczesnego Edytorstwa (fr. Institut mémoires de l'édition contemporaine). Wcześniej jednak został przepisany przez Denise Epstein. W 2004 roku Francuska suita została opublikowana przez wydawnictwo Éditions Denoël. Została bardzo dobrze przyjęta przez krytykę i w tym samym roku otrzymała francuską nagrodę literacką Prix Renaudot, po raz pierwszy przyznaną autorowi nieżyjącemu. W 2006 powieść przetłumaczoną na język polski przez Hannę Pawlikowską-Gannon wydało Wydawnictwo Albatros Andrzej Kuryłowicz.
W 1992 Élisabeth Gille opublikowała biografię matki, zatytułowaną Le Mirador: mémoires rêvés. W 2005 ukazała się kolejna biografia Irène Némirovsky, pióra amerykańskiego badacza Jonathana Weissa (Irène Némirovsky, biographie). W 2007 Olivier Philipponnat i Patrick Lienhardt wydali La vie d'Irène Némirovsky.

## Publikacje

### Wydane za życia autorki
- Le Malentendu, 1923.
- L’Enfant génial, 1927 (tytuł zmieniono w 1992 na Un Enfant prodige).
- David Golder, 1929 (pol. Dawid Golder: powieść, ok. 1930).
- Le Bal, 1930 (pol. Bal: powieść współczesna, 1931).
- Les Mouches d'automne, 1931.
- L'Affaire Courilof, 1933.
- Le Pion sur l'échiquer, 1934.
- Films parlés, 1934.
- Le Vin de solitude, 1935.
- Jézabel, 1936 (pol. Maska młodości: (Jézabel), 1937).
- La Proie, 1938.
- Deux, 1939.
- Les Chiens et les loups, 1940.

### Wydane pośmiertnie
- La Vie de Tchekhov, 1946.
- Les Biens de ce monde, 1947.
- Les Feux de l'automne, 1957.
- Dimanche, 2000.
- Dimanche et autres nouvelles, 2000.
- Destinées et autres nouvelles, 2004.
- Suite française, 2004 (pol. Francuska suita, 2006).
- Le Maître des âmes, 2005.
- Chaleur du sang, 2007 (pol. Gorąca krew, 2008).
- Les vierges et autres nouvelles, 2009.